# Alfa Romeo 160
 (novembre 2018).
Si vous disposez d'ouvrages ou d'articles de référence ou si vous connaissez des sites web de qualité traitant du thème abordé ici, merci de compléter l'article en donnant les références utiles à sa vérifiabilité et en les liant à la section « Notes et références ».
L'Alfa Romeo 160 est une monoplace de Formule 1 conçue par Alfa Romeo qui aurait dû être introduite en Grand Prix au cours de la saison 1954. Toutefois, l'écurie s'étant retirée après avoir remporté le titre de champion du monde des pilotes avec Juan Manuel Fangio lors de la saison 1951, elle n'a jamais pris part à un weekend de course. 
Il faudra attendre la saison 1979 pour voir le retour de l'écurie italienne sur les circuits de Formule 1, avec l'Alfa Romeo 177. 